# Armenski kalendar
Armenski kalendar je tradicionalni kalendar Armenije. To je solarni kalendar, koji kao i egipatski kalendar ne poznaje prijestupnu godinu; svaka godina ima 365 dana. Zbog toga se odnos s gregorijanskim kalendarom lagano pomiče tijekom vremena. Po nekim navodima, prvi mjesec godine, Nawasardi, odgovara početku proljeća na sjevernoj polutci, ali to je vrijedilo samo od 9. do 12. stoljeća.
Godina se sastoji od 12 mjeseci od po 30 dana, plus pet dodatnih dana (tzv. epagomenalnih) koji ne pripadaju nijednom mjesecu. Dani u mjesecu su uglavnom imenovani umjesto numerirani.
Godine se u armenskom alfabetu navode slovima ԹՎ t'v, pisarski skraćenicom (sigla) za t'vin ("u godini"), praćenim s jednim do četiri slova armenskog alfabeta, od kojih svako predstavlja neki armenski broj. Npr. "u godini 1455. (2006.)" pisalo se: ԹՎ ՌՆԾԵ.

## Mjeseci
Armenski nazivi mjeseci pokazuju utjecaj zoroastričkog kalendara te, kako primjećuje Antoine Meillet, dva slučaja kartvelijskog utjecaja. Postoje različiti sustavi za transliteraciju imena; dolje dati oblici potječu iz Calendrical Calculations: The Millennium Edition ( Dershowitz i Reingold).
1.  Nawasardi (avestanski * nava sarəδa "nova godina")
2.  Ho  R i (od  gruzinskog ori "dva")
3.  Sahm (od gruzinskog sami "tri")
4.  Tre (zoroastrijski TIR)
5.  K'ałoch ("mjesec usjeva"; zoroastrijski Amerōdat  ̰)
6.  Arachova `
7.  Mehekani (od iranskog * mihrakāna; zoroastrijski Mitru)
8.  Areg ("mjesec Sunca"; zoroastrijski Avan)
9.  Ahekani (zoroastrijski Atar)
10.  Marero (moguće od avestanskog maiδyaīrya "sredina godine"; zoroastrijski Dīn)
11.  Margach (zoroastrijski Vohūman)
12.  Hrotich (od Pahlavi ja * fravartakān "epagomenalni dani"; zoroastrijski Spendarmat  ̰)

### Dani u mjesecu
Armenski kalendar imenuje dane u mjesecu, umjesto da ih numerira, što je osobitost koja postoji i u avestanskim kalendarima. Zoroastrijski utjecaj očit je u bar pet imena. Imena dana su:
1.  Areg "Sunce",
2.  Hrand,
3.  Aram,
4.  Margar "prorok",
5.  Ahrank '"poluopaljen",
6.  Mazdeł,
7.  Astłik "Venera",
8.  Mihriju (Mitra),
9.  Jopaber,
10.  Murciju "trijumf",
11.  Erezhan "pustinjak",
12.  Ani,
13.  Parxar,
14.  Vanuatu,
15.  Aramazd (Ahura Mazda),
16.  Mani "početak",
17.  Asak "bez početka",
18.  Masis (Ararat),
19.  Anahit (Anahita),
20.  Aragac,
21.  Gorgor,
22.  Kordi (distrikt stare Armenije za koji se misli da je postojbina Kurda),
23.  Cmaku "istočni vjetar",
24.  Lusnak "polumjesec",
25.  Cron "raspršenje",
26.  Npat (Apam napate),
27.  Vahagn (zoroastrijski Vahrām, ime 20. dana),
28.  Sein "planina",
29.  Varag,
30.  Gišeravar "večernja zvijezda".
Pet epagomenalnih dana se nazivaju Aveleac̣ "suvišni".
Prije posudbe egipatskog kalendara (preko  Perzije), stari Armenci su imali lunarni kalendar zasnovan na lunaciji od 28 dana.